# Hasloch

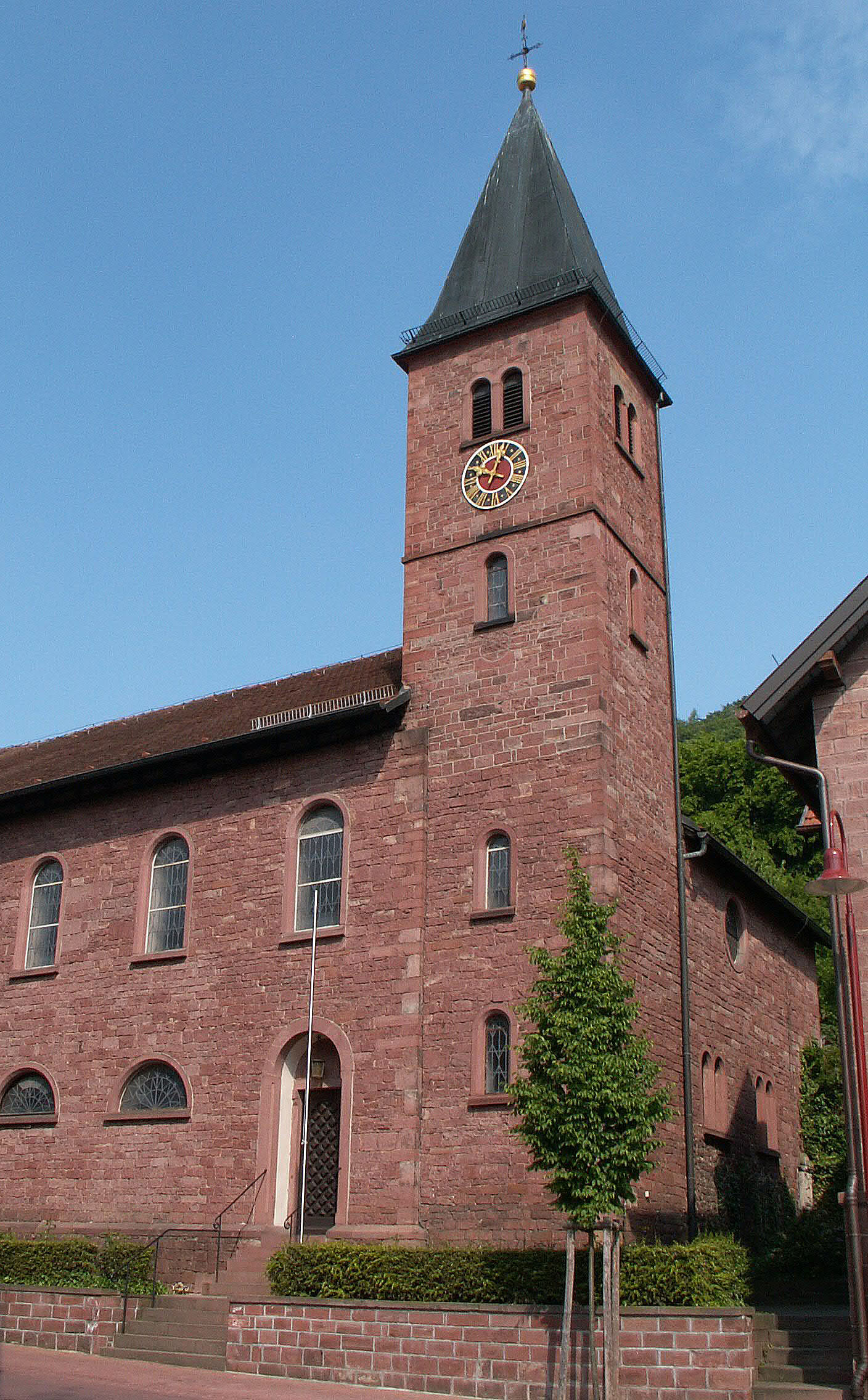
Evangelische Kirche in Hasloch

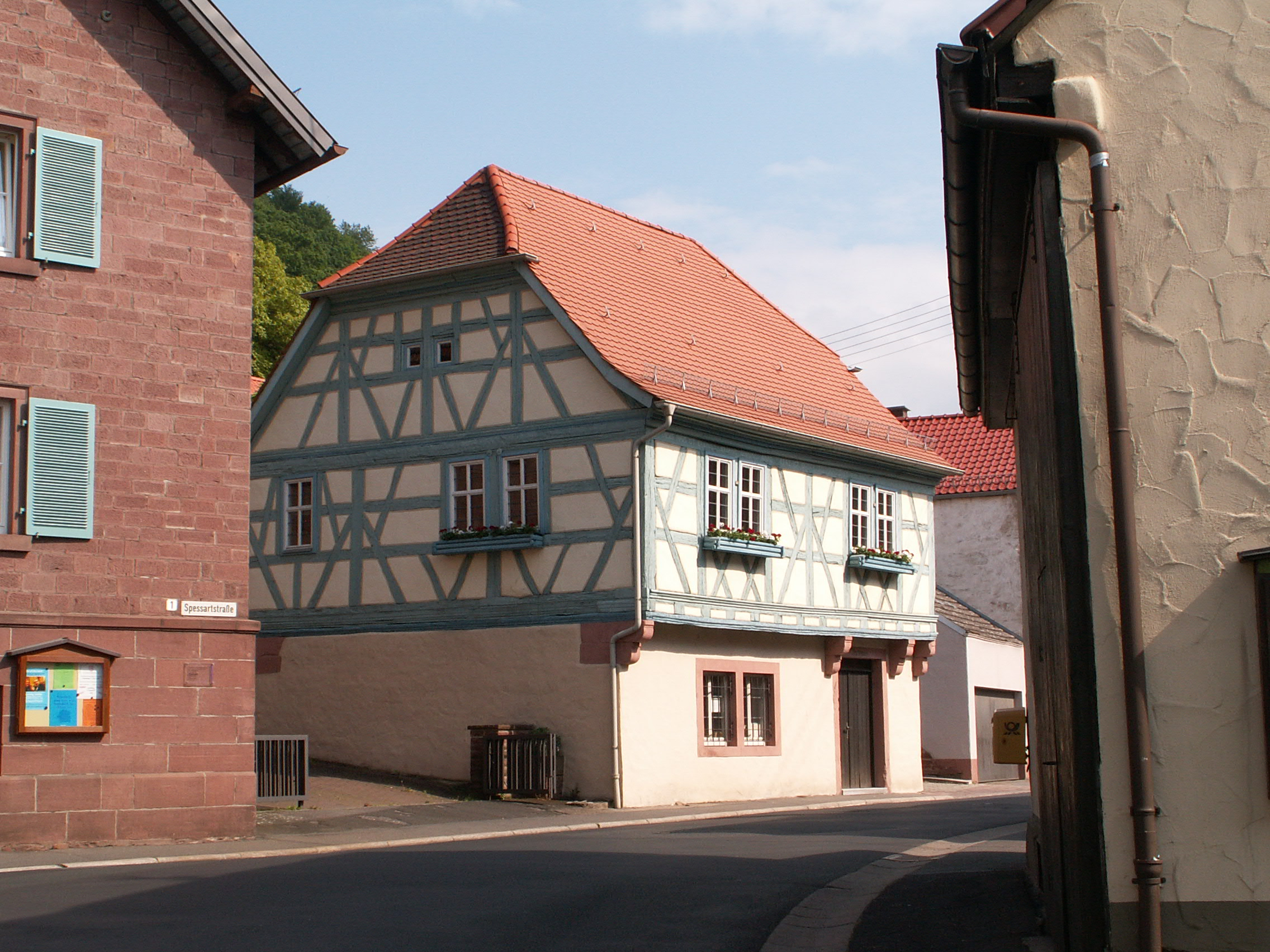
Spessartstr. in Hasloch

Hasloch ist eine Gemeinde und deren Hauptort im unterfränkischen Landkreis Main-Spessart. Das Dorf besteht seit dem Jahr 1305. Befunde legen nahe, dass schon in der Steinzeit und Bronzezeit Menschen dort ansässig waren. Bis zum Anfang des Zweiten Weltkrieges war Hasloch landwirtschaftlich geprägt.

## Geographie

### Geographische Lage
Die Gemeinde liegt im Südwesten des bayerischen Landkreises Main-Spessart im Maintal am Rande des Spessarts gegenüber von Bestenheid, einem Stadtteil der baden-württembergischen Stadt Wertheim. Der topographisch höchste Punkt der Gemeinde befindet sich mit 399 m ü. NHN (Lage) am Gipfel der Klosterhöhe, der niedrigste liegt im Main auf 134 m ü. NHN (Lage).

### Gewässer
Durch das Gemeindegebiet verläuft der Haslochbach, der in den an Hasloch angrenzenden Main mündet.

### Gemeindegliederung
Hasloch hat 4 Gemeindeteile (in Klammern ist der Siedlungstyp angegeben):
- Hasloch (Pfarrdorf, 1087 Einwohner)[5][6]
  - Barthelsmühle (Weiler)
  - Eisenhammer (Weiler)
- Hasselberg (Dorf)

Es gibt die Gemarkungen Hasloch und Hasselberg.

### Nachbargemeinden
| Gemeinde Altenbuch | Gemeinde Schollbrunn                        |                     |
| Gemeinde Faulbach  | Kompassrose, die auf Nachbargemeinden zeigt | Markt Kreuzwertheim |
|                    | Stadt Wertheim                              |                     |

## Name

### Etymologie
Der Ortsname Hasloch stammt vom Haslochbach, welcher dem Main im Gemeindegebiet zufließt.

### Frühere Schreibweisen
Frühere Schreibweisen des Ortes aus diversen historischen Karten und Urkunden:
| - 1305 Hasilach - 1307 Haselach - 1346 Haslach - 1379 Hassallach | - 1421 Haseloch - 1443 Hasslach - 1800 Haßloch - 1897 Hasloch |

## Geschichte

### Bis zur Gemeindegründung
Hasloch wurde erstmals 1305 erwähnt. Der ehemalige Teil der Löwensteinschen Grafschaft Wertheim, die ab 1500 zum Fränkischen Reichskreis gehörte, fiel mit einem kleinen Teil der Grafschaft bei der Mediatisierung 1806 an das Fürstentum Aschaffenburg, mit welchem es 1814 als Departement des Großherzogtums Frankfurt zu Bayern kam. Im Zuge der Verwaltungsreformen in Bayern entstand mit dem Gemeindeedikt von 1818 die heutige Gemeinde.

### Verwaltungsgeschichte
Im Jahre 1862 wurde das Bezirksamt Marktheidenfeld gebildet, auf dessen Verwaltungsgebiet Hasloch lag. 1939 wurde wie überall im Deutschen Reich die Bezeichnung Landkreis eingeführt. Hasloch war nun eine der 47 Gemeinden im Landkreis Marktheidenfeld. Mit der Auflösung des Landkreises Marktheidenfeld kam Hasloch am 1. Juli 1972 in den neu gebildeten Landkreis Mittelmain, der zehn Monate später seinen endgültigen Namen Landkreis Main-Spessart erhielt.

### Eingemeindungen
Am 1. Juli 1974 wurde im Zuge der Gemeindegebietsreform die Hasselberg nach Hasloch eingemeindet.

### Einwohnerentwicklung
Im Zeitraum 1988 bis 2018 sank die Einwohnerzahl von 1431 auf 1388 um 43 Einwohner bzw. um 3 %.
- 1961: 1377 Einwohner[8]
- 1970: 1502 Einwohner[8]
- 1987: 1449 Einwohner
- 1991: 1463 Einwohner
- 1995: 1468 Einwohner
- 2000: 1428 Einwohner
- 2005: 1418 Einwohner
- 2010: 1387 Einwohner
- 2015: 1398 Einwohner

### Kriegsgeschichte
Während des Ersten Weltkrieges blieb Hasloch weitestgehend von Angriffen verschont. Spürbar wurden die Auswirkungen des Krieges hauptsächlich durch den Kriegseinzug vieler Männer, die Erhöhung der Lebensmittelpreise und weiterer Rationierungen.
Auch im Zweiten Weltkrieg prägten Armut und Hunger das Dorf. Am Karfreitag 1945 sprengten deutsche Truppen bei ihrem Rückzug die Eisenbahnbrücke. Es folgte der Einzug amerikanischer Soldaten mit Panzern am Ostersonntag, um das Dorf nach deutschen Soldaten zu durchsuchen. Größere Schäden blieben aus. Hasloch stand von nun an unter der Kontrolle der Alliierten. Zunächst ließen sich die Soldaten in der ehemaligen Pulverfabrik nieder und wurden später in einer großen Kasernenanlage in Wertheim einquartiert.

## Politik und Öffentliche Verwaltung
Die Gemeinde ist Mitglied der Verwaltungsgemeinschaft Kreuzwertheim.

### Gemeinderat
Die Gemeinderatswahl 2020 ergab folgende Stimmenanteile und Sitzverteilung:
- CSU/Freie Wählergemeinschaft (FWG): 40,67 %, 5 Sitze
- SPD/Freie Bürger: 31,70 %, 4 Sitze
- Freie Wähler – Parteilose Liste: 27,63 %, 3 Sitze

### Bürgermeister
Erster Bürgermeister ist Wolfgang Haarmann (CSU/Freie Wählergemeinschaft). Er wurde am 15. März 2020 mit 58,1 % gewählt und am 1. Mai 2020 Nachfolger von Karl Heinz Schöffer (SPD/Freie Bürger), der vom 1. Mai 2002 bis 30. April 2020 im Amt war.

### Wappen
| Wappen von Hasloch | Blasonierung: „In Blau drei mit den Ohren zusammen hängende, im Dreieck angeordnete goldene Hasen; oben und unten je eine silberne Rose mit goldenen Butzen“ |
| Wappen von Hasloch | Wappenbegründung: Aus dem Jahr 1730 ist der Abdruck eines Gerichtssiegels überliefert mit dem wachsenden Adler und den drei Rosen aus dem Wappen der Grafen von Wertheim. Gleiches Bild führt die Stadt Wertheim, Baden-Württemberg, in ihrem Stadtsiegel, das durch Abdrucke seit 1316 belegt ist. Die Grafen von Wertheim erlangten im 13. Jahrhundert Reichsunmittelbarkeit und sind 1556 ausgestorben. Ihre Nachfolger, die pfälzischen Grafen von Löwenstein, übernahmen den Zunamen Wertheim und das alte gräfliche Wappen. Hasloch gehörte seit der späten Stauferzeit bis zum Ende des Alten Reichs 1803 zur Grafschaft Wertheim. Zur besseren Unterscheidung des Wappens von dem der Stadt Wertheim wurden nur zwei Rosen aus dem gräflichen Wappen entnommen. Die drei Hasen stellen ein volkstümliches Wahrzeichen des Ortes nach dem Volksreim „Drei Hasen, drei Ohren, hat keiner eins verloren“ dar. Sie stehen wohl redend für den Ortsnamen. Der Stein mit dem Bild der drei Hasen, der früher den alten Dorfbrunnen schmückte, steht heute neben dem Rathaus. Dieses Wappen wird seit 1954 geführt. |

## Religion

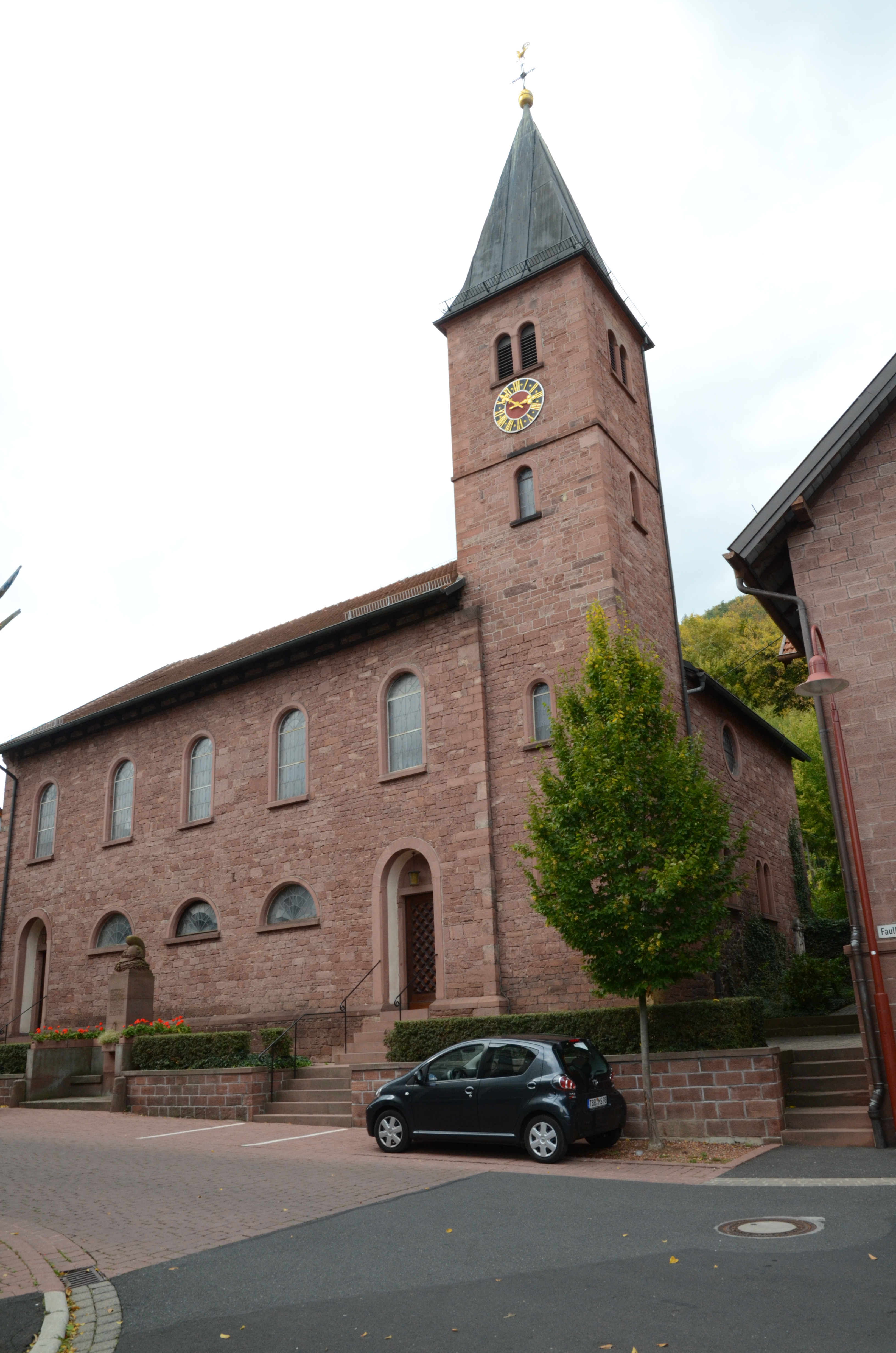
St.-Johannis-Kirche, Hasloch

Nachdem Graf Georg II. von Wertheim 1521 auf dem Reichstag zu Worms anwesend war und die Widerrufsverweigerung Martin Luthers miterlebte, entschloss er sich, die Reformation in seinen Grafschaften einzuführen. Noch vor 1530, Augsburger Konfession, erhielt Hasloch mit Konrad Zeuner seinen ersten evangelischen Pfarrer. Seit der Einführung der Reformation ist Hasloch protestantisch geprägt. Die St.-Johannis-Kirche die ist das evangelisch-lutherische Gotteshaus.

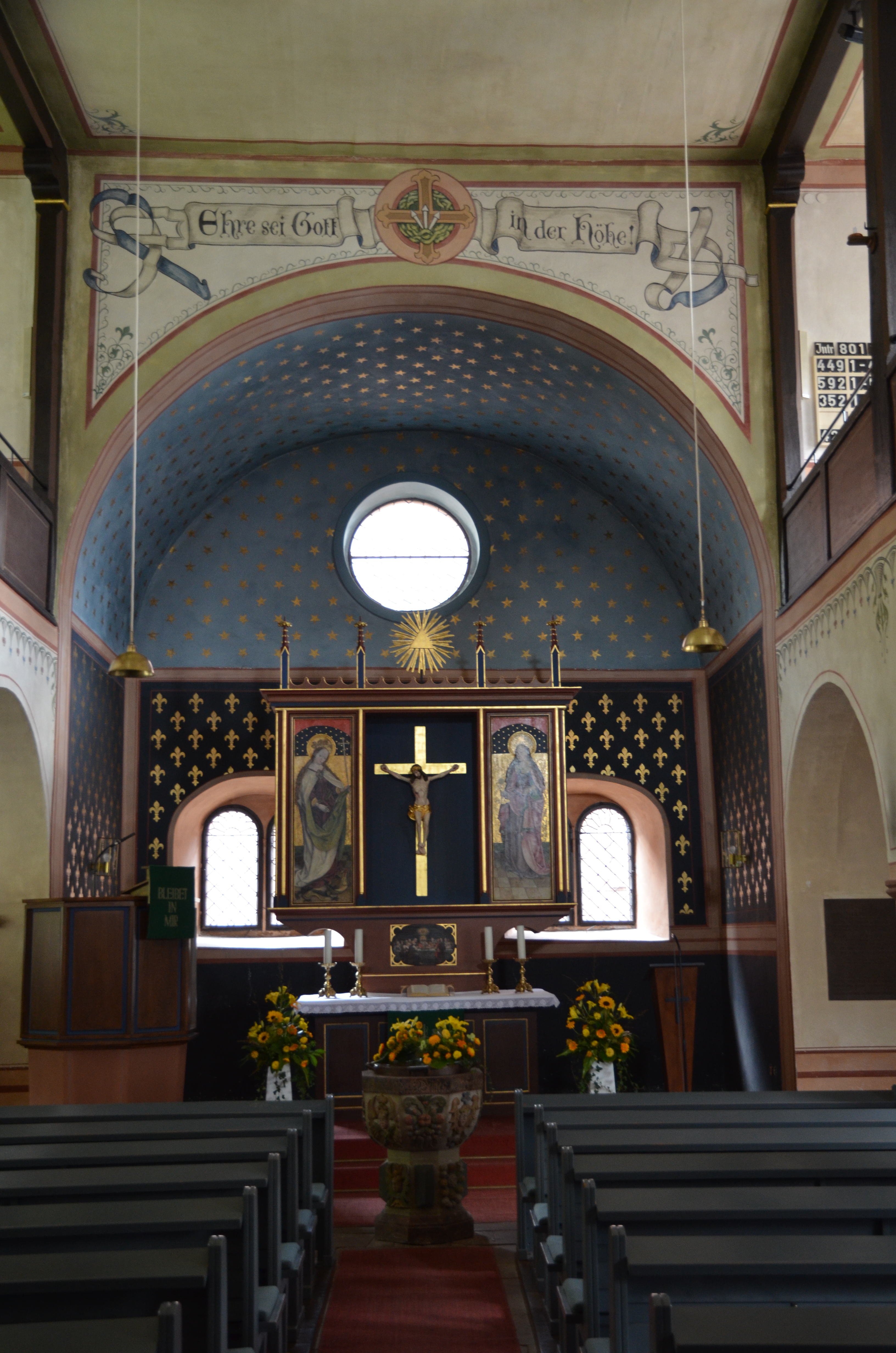
Inneres mit Blick zur Apsis
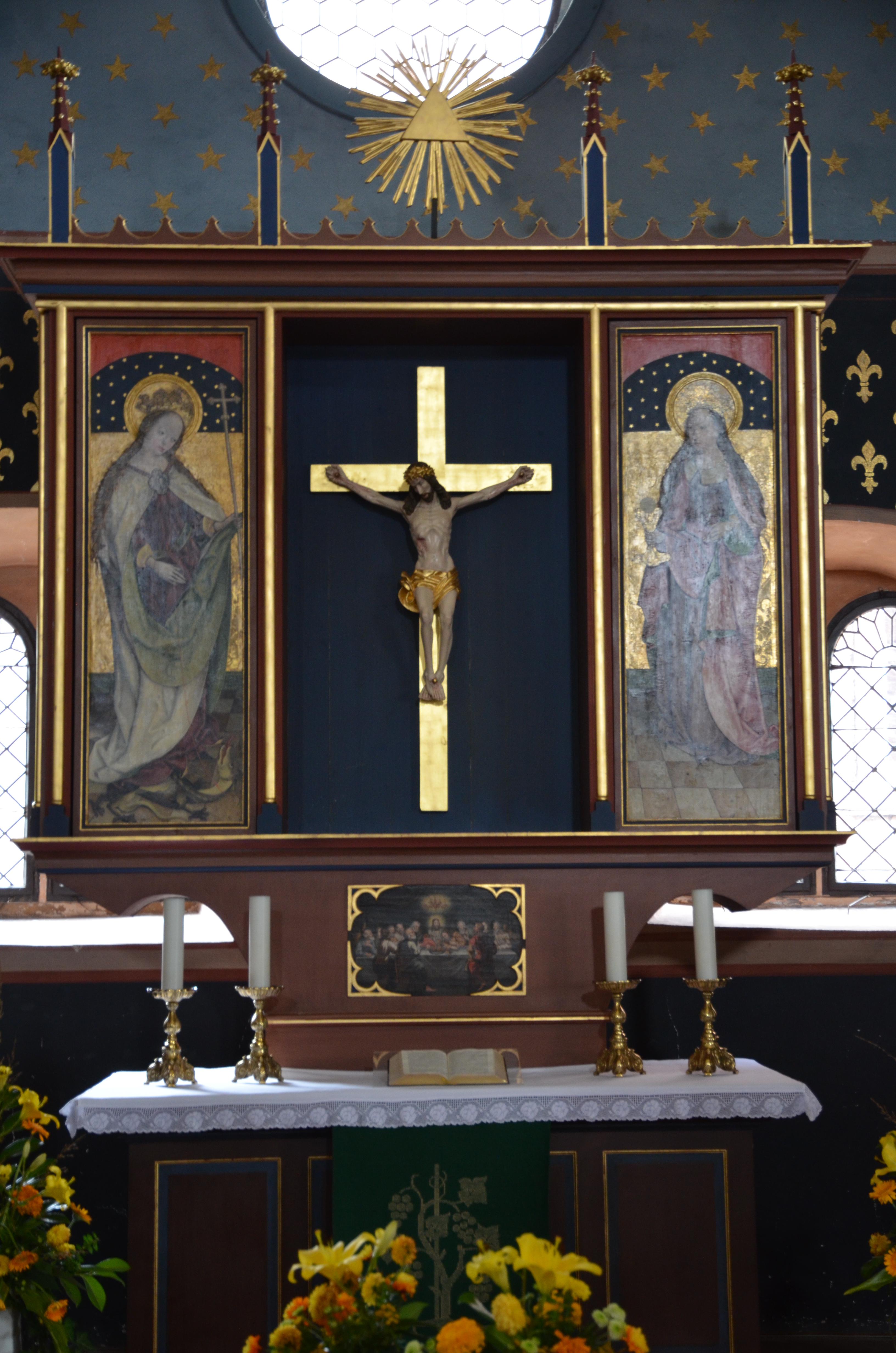
Altar mit zwei Flügeln aus dem 15. Jahrhundert
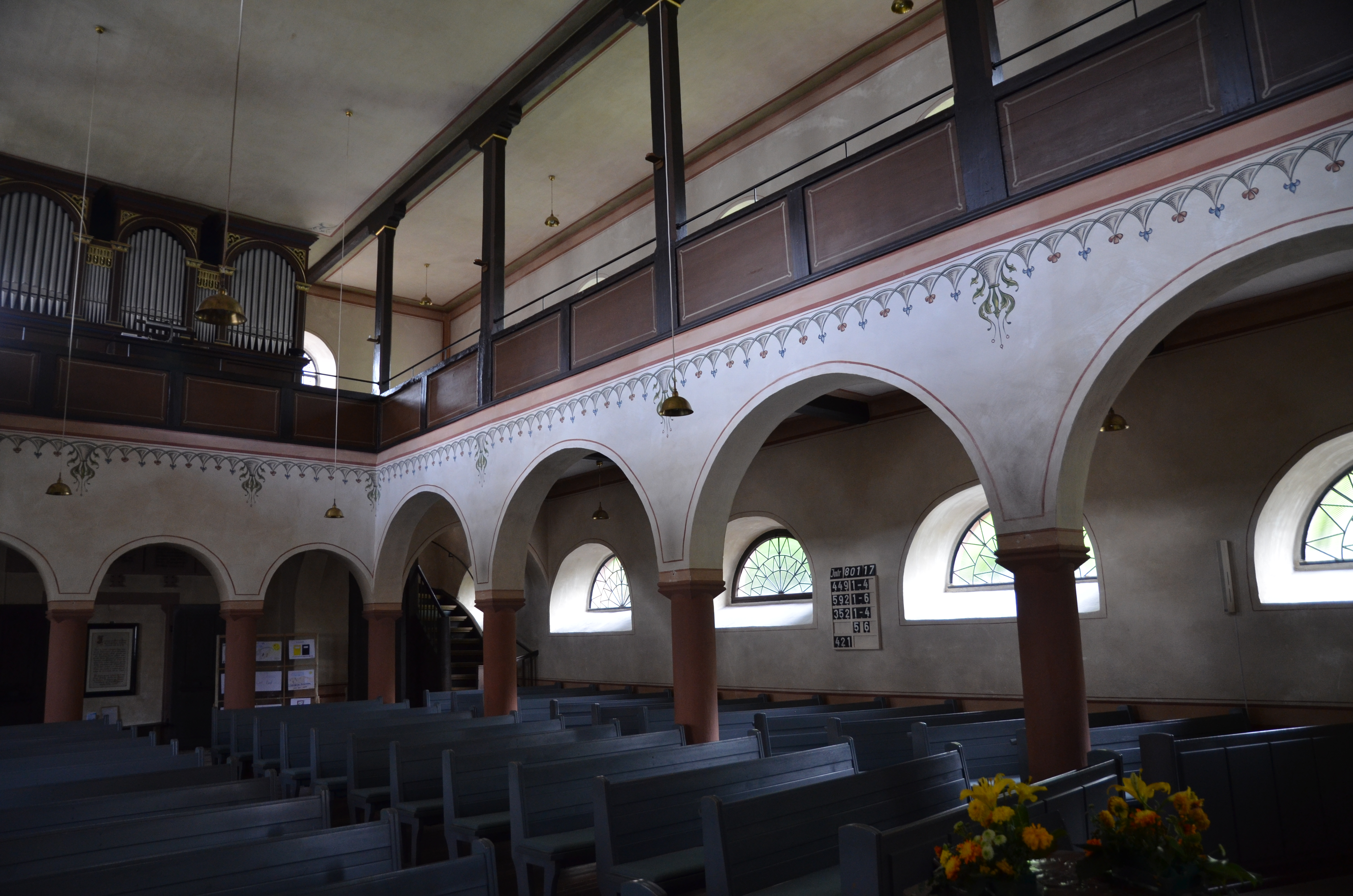
Inneres mit Blick zu den Emporen

Die katholische St. Josefskirche wurde von Hans Schädel in den Jahren 1956 bis 1958 errichtet und ist in der Kubatur teilweise an Le Corbusiers Notre-Dame-du-Haut (Ronchamp) angelehnt. Die Filialkirche wurde im Auftrag des Bistums Würzburg im bis dato rein evangelischen Spessart-Dorf Hasloch für die katholischen Kriegsflüchtlinge gebaut. Es handelt sich um einen Stahlbeton-Pultdachbau der Nachkriegsmoderne über gerundetem Dreiecksgrundriss mit Glockenturm. Der denkmalgeschützte Sakralbau weist außen eine rustizierende rote Sandsteinverblendung auf. In der Apsis befindet sich eine Plastik des wiederkommenden Heilands, die indirekt über ein hochrechteckiges Fensterband beleuchtet wird. Über der Eingangstür sind Reliefs mit der Darstellung des Opfers Abels, des brennenden Dornbusches sowie des Opfers Melchisedeks als Präfigurationen der Eucharistie und der neutestamentlichen Gottesoffenbarung dargestellt. Die glühendroten Betonglasfenster wurden 1958 vom Innsbrucker Künstler Markus Prachensky im Glasstudio Derix in Rottweil gefertigt.

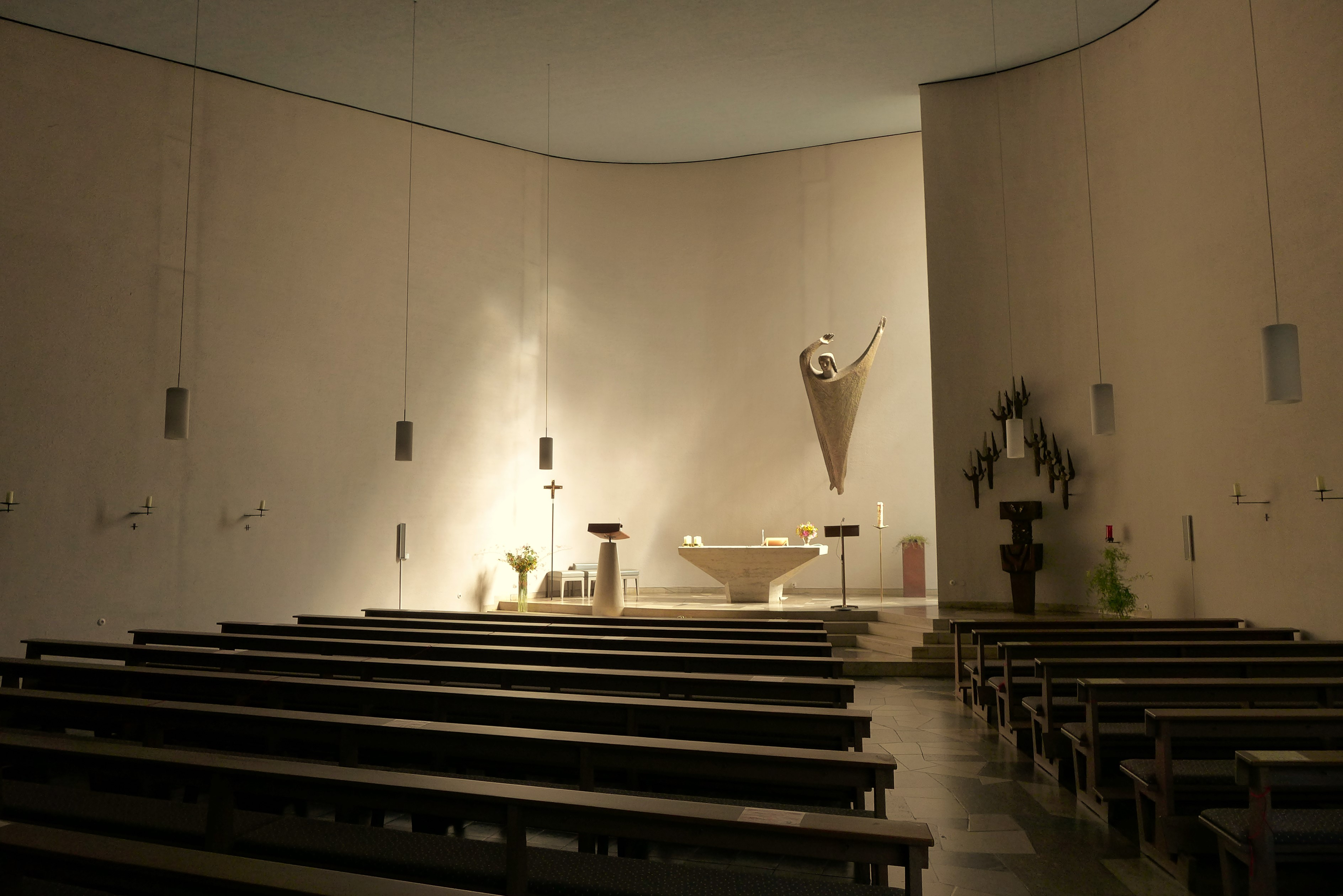
Hasloch, St. Josef, Inneres mit Blick zur Apsis
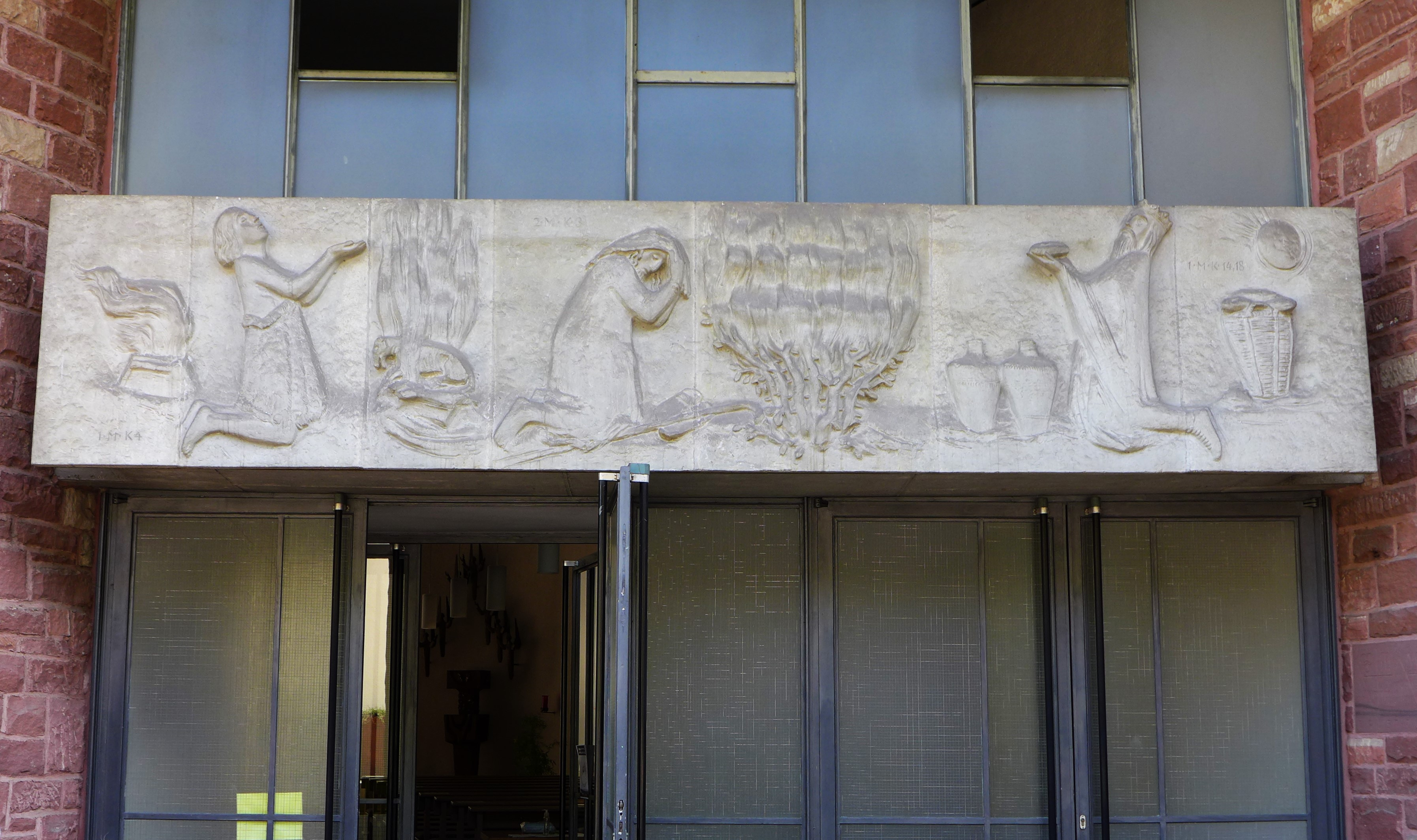
Hasloch, St. Josef, Portalrelief
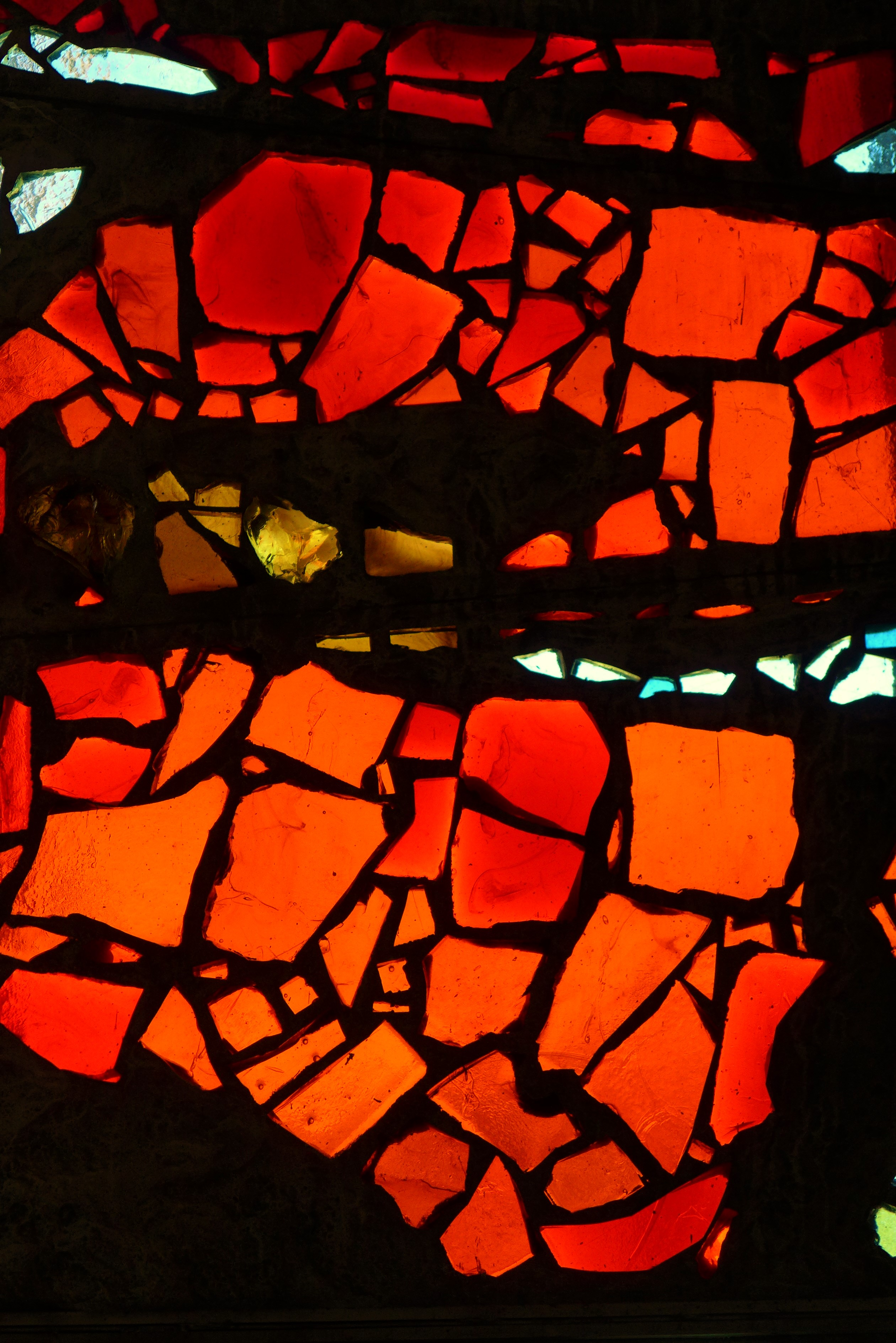
Hasloch, St. Josef, Betonverglasung

## Wirtschaft und Infrastruktur

### Wirtschaft einschließlich Land- und Forstwirtschaft

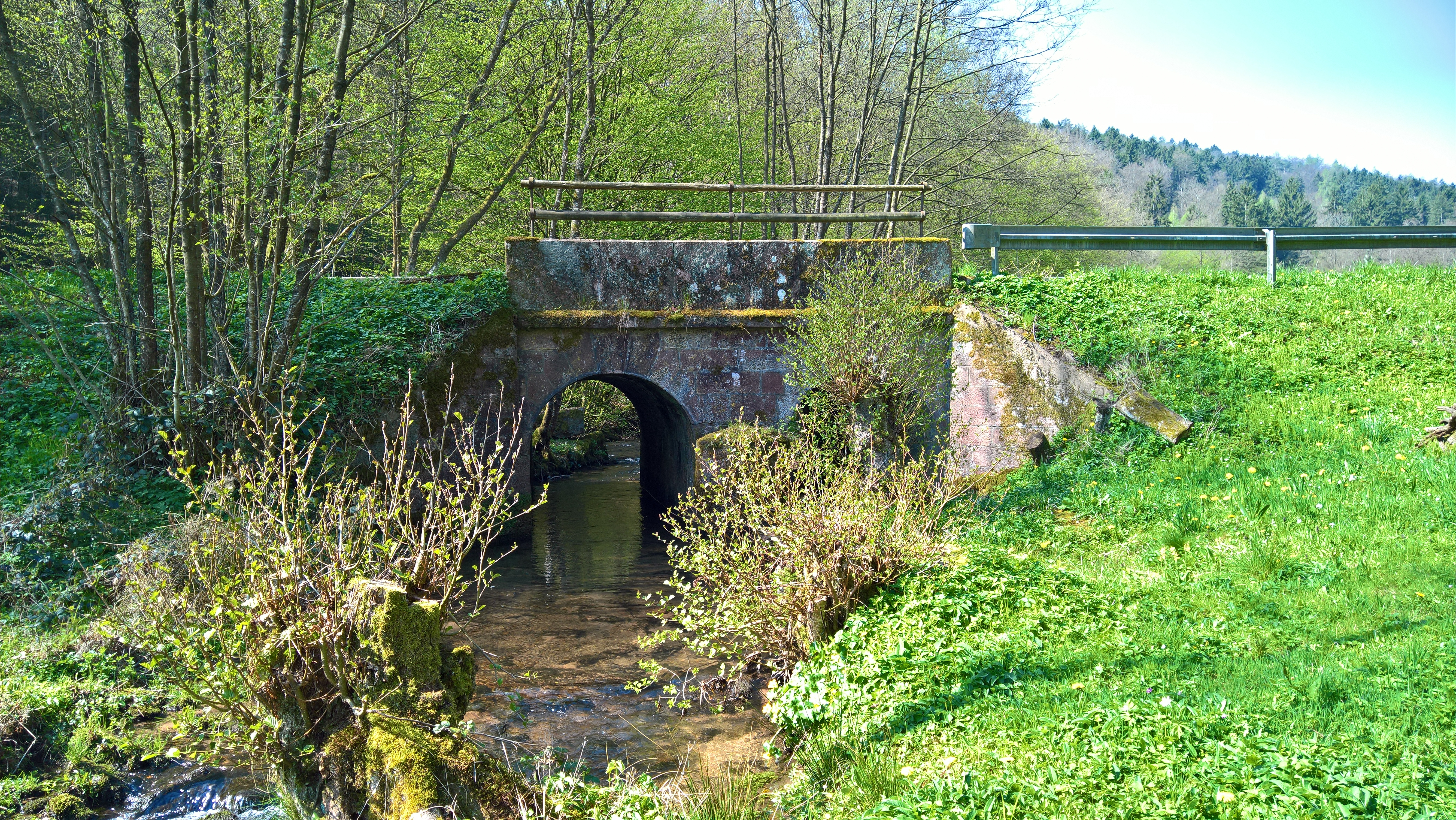
Holländer Brücke, Hasloch

Hasloch war lange Zeit landwirtschaftlich geprägt. Spätestens während der frühen Neuzeit entstanden dort jedoch die ersten verarbeitenden Gewerbe. Wie fast überall im Spessart waren die Wälder reich an Bäumen und Wild und stellenweise auch an Erzen, jedoch waren die Böden karg und wenig ertragreich. Daher spielte die Forstwirtschaft eine zentrale Rolle in der Region.
Das Holz aus den Wäldern des Spessarts war nicht nur reichlich vorhanden, sondern auch besonders begehrt. Vor allem Schiffsbauer, insbesondere aus den Niederlanden, schätzten die Spessart-Eiche wegen ihrer vorteilhaften Eigenschaften. Um sicherzustellen, dass sie Zugang zu diesem wertvollen Holz hatten, bauten die Niederländer sogar eigens Brücken für den Holztransport. Eine dieser Brücken, die sogenannte Holländer-Brücke im Haseltal, überquert den Hasselbach und ist bis heute erhalten. Sie erinnert an die Bedeutung der Forstwirtschaft und des Holzhandels in dieser Region.

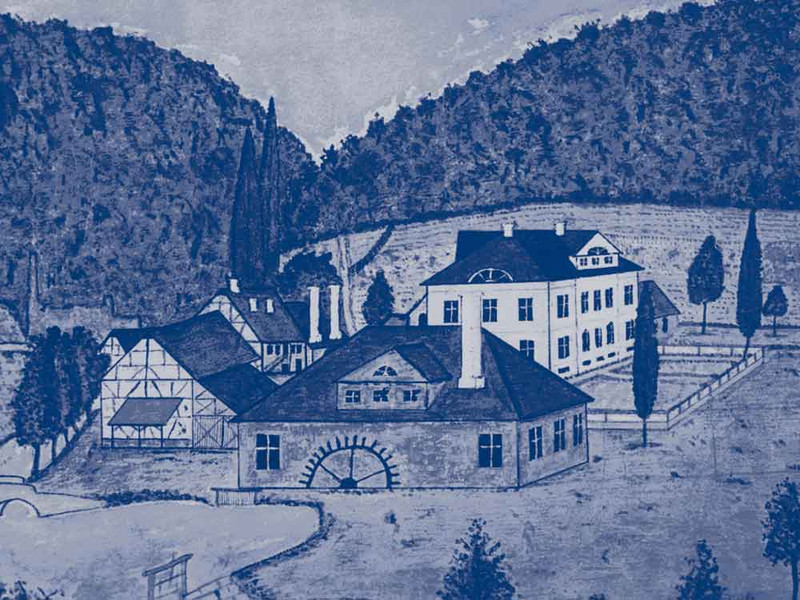
Zeichnung Eisenhammer 1852, Hasloch

Aufgrund dieser Gegebenheiten war das Handwerk, insbesondere die Köhlerei, die Erzverarbeitung und die Glasherstellung, stets dominant. Außerdem wurde das Holz in großen Mengen geflößt und über die Flüsse in andere Regionen transportiert, was die Flößerei zu einem wichtigen Wirtschaftszweig machte. Spätestens mit der Errichtung des Eisenhammers im Jahr 1779 hielt auch die Industrie in Hasloch Einzug.
Im Jahre 2020 gab es nach der amtlichen Statistik im produzierenden Gewerbe 182 und im Bereich Handel und Verkehr 67 sozialversicherungspflichtig Beschäftigte am Arbeitsort. In sonstigen Wirtschaftsbereichen waren am Arbeitsort 54 Personen sozialversicherungspflichtig beschäftigt. Sozialversicherungspflichtig Beschäftigte am Wohnort gab es insgesamt 593. Im verarbeitenden Gewerbe gab es einen Betrieb, das Bauhauptgewerbe war nicht vertreten. Es bestanden im Jahr 2016 drei landwirtschaftliche Betriebe mit einer landwirtschaftlich genutzten Fläche von unbekannter Größe, davon waren 61 ha Dauergrünfläche.

## Verkehr

### Anbindung
Der Ort wird von den Staatsstraßen 2315 und 2316 durchquert, die ihn gut mit der Umgebung verbinden. Etwa 5 Kilometer entfernt liegt die Autobahnanschlussstelle Marktheidenfeld an der A3, was eine schnelle Anbindung an das Fernstraßennetz ermöglicht.

### Öffentliche Verkehrsmittel

#### Bahn
Hasloch verfügt im südlichen Gemeindeteil über einen Haltepunkt an der Bahnstrecke Miltenberg West–Wertheim, der eine gute Anbindung an den Regionalverkehr bietet. Auf der südlichen Mainseite ist auch Schienengüterverkehr möglich. Eine Eisenbahnbrücke über den Main verbindet die Strecken in der Nähe von Hasloch.

#### Bus
Außerdem ist Hasloch und die Umgebung mit Bussen des Verkehrsunternehmens-Verbund Mainfranken GmbH (VVM) erreichbar über die Haltestellen: Post/Bahnbrücke, Bahnhof, Friedhof, Möbelfabrik Hainke und Eisenwerk Kurtz.

#### Bürgerbus
In Hasloch und dem Ortsteil Hasselberg wurde ein kostenloser Bürgerbus eingeführt, der insbesondere älteren Menschen den Alltag erleichtern soll. Der Bus ergänzt den Öffentlichen Personennahverkehr und ermöglicht unkomplizierte Fahrten, etwa zum Einkaufen oder Arztbesuch. Der Betrieb wird ehrenamtlich durchgeführt und vom Verein 'Bürgerbus Kreuzwertheim e. V.' organisiert, mit Unterstützung des Gemeinderats.

### Hafen
1,5 km südwestlich des historischen Ortskernes liegt der Hafen Hasloch, wo auch der Sitz des Außenbezirkes Hasloch der Wasserstrassen-Schifffahrtsverwaltung des Bundes ist.

## Bildung und Kultur

### Bildung
2020 gab es folgende Einrichtungen:
- 80 Kindergartenplätze mit 65 Kindern

### Sehenswürdigkeiten

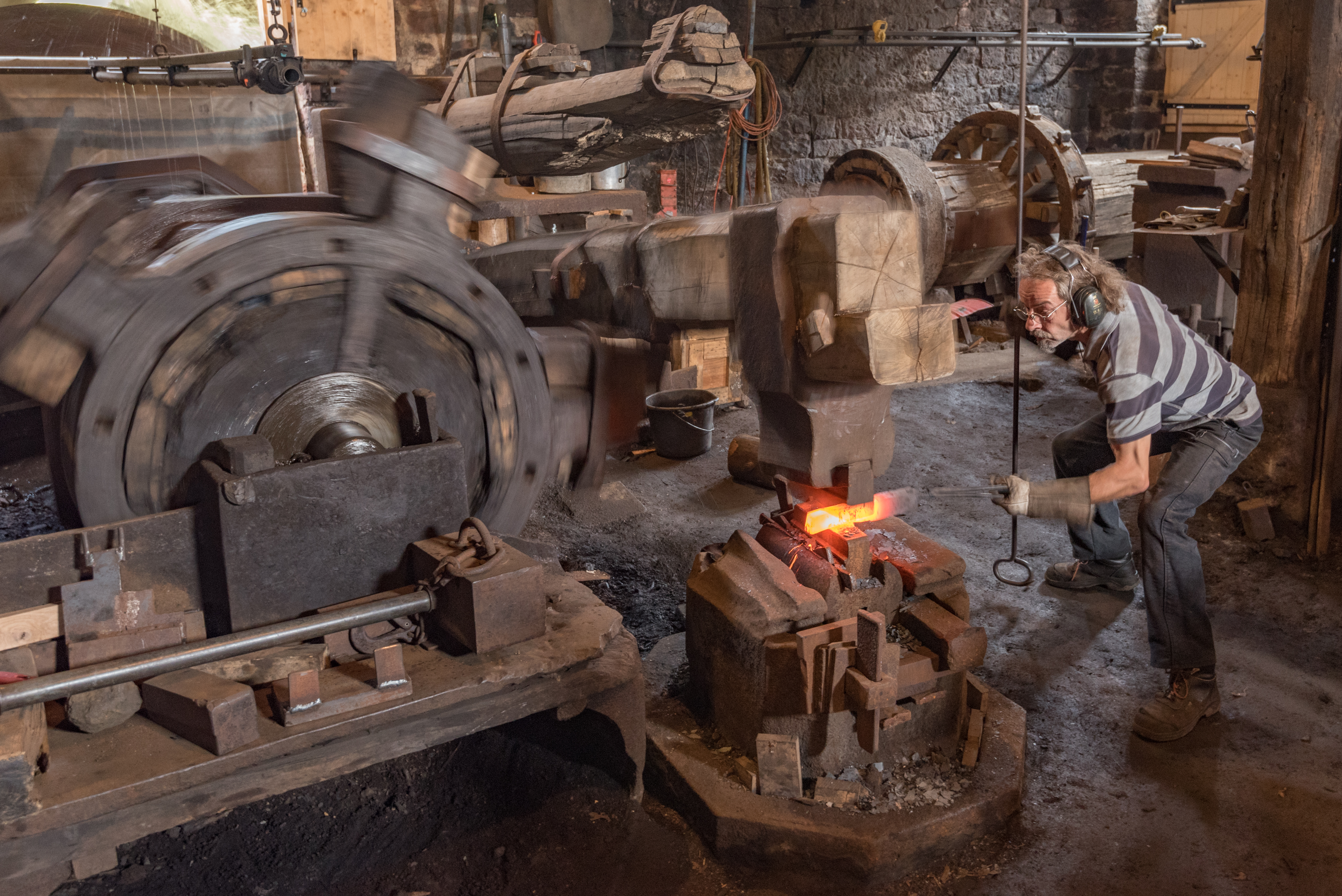
Eisenhammer Hasloch

- Eisenhammer: Hammerschmiede aus dem Jahr 1779 mit zugehörigem Herrenhaus
- Evangelisch-lutherische Pfarrkirche
- Katholische Kirche St. Josef
- Hasselberg (Spöhbrönner)
- Hexenstein im Wald (Richtung Faulbach)

## Persönlichkeiten
- Walter Janson (* 1953 in Hasloch), Journalist und Fernsehmoderator